# Mario and Donkey Kong: Minis on the Move
Mario and Donkey Kong: Minis on the Move is een puzzelspel voor de Nintendo 3DS en is het vijfde spel in de Mario Vs. Donkey Kong-serie. Het werd voor de online Nintendo eShop uitgebracht op 9 mei 2013, in Europa en in Amerika, en op 24 juli in Japan.

## Gameplay
In het hoofdspel moet de speler tegels op een vlakte plaatsen met als doel een Mini-Mario-robot (of een mini-robot van een ander Mario-personage) veilig naar het einde van een level loodsen. Ondertussen moeten verschillende obstakels, zoals stekels en Shy Guys ontweken worden. De speler kan onderweg ook nog zogenaamde 'M-tokens' verzamelen, waarvan er in elk level drie verspreid liggen. Als ze alle drie verzameld zijn, verdient de speler een sterrentoken, waarmee andere gameplay-modi, levels, en speelbare mini-robots ontgrendeld kunnen worden. Er zijn meer dan 180 puzzels, verspreid over vier spelmodi. Ook zijn er nog vier ontgrendelbare minigames.
Minis on the Move bevat ook een level-ontwerper waarin de speler eigen levels kan ontwerpen met alle tools van het hoofdspel, en de snelheid van de beschikbare vallende tegels aanpassen. De gemaakte levels kunnen online gedeeld worden, zodat andere spelers die levels kunnen spelen.

## Ontvangst
Minis on the Move heeft een gemiddelde score van 78/100 op Metacritic, gebaseerd op 41 reviews, en 79% op GameRankings, gebaseerd op 29 reviews. De meeste reviewers prezen de level-maker als het beste onderdeel van het spel. IGN's Lucas M. Thomas schreef: "Het is een feature die de herhalingswaarde aanzienlijk verhoogt", hoewel sommigen (waaronder Thomas) de limiet van de verschillende soorten tegels in zelfgemaakte levels bekritiseerden.
Lucas M. Thomas was minder te spreken over wat hij beschreef als "simpelweg een Nintendo-versie van het puzzelspel Pipe Mania." Thomas vond de "Puzzle Palace"- en "Many Minis Mayhem"-modi de "beste onderdelen van het pakket", en gaf het spel een 7.0/10.
Nintendo Life's Jon Wahlgren vond dat "alle trucs zijn ingezet" om een "constant gevoel van urgentie" te creëren, met gameplay die "af en toe een beetje oneerlijk is". Hij vond "stiekem het beste deel" van Minis of the Move de minigame "Cube Crash", en vergeleek het met Art Style: Cubello. Over het algemeen vond hij het een spel dat "de stap in 3D niet echt rechtvaardigde", en gaf het een 7/10. Mike Suszek van Joystiq vond het spel ook op Pipe Mania lijken, "maar veel uitgebreider", en noemde de minigames simpelweg een "reden om even van het touchscreen weg te kijken". Suszek beoordeelde het spel met een 2.5 van de 5.